# Myrteta interferenda
Myrteta interferenda là một loài bướm đêm trong họ Geometridae.